# إهوه
قرية إهوه هي إحدى القرى التابعة لمركز بنى سويف في محافظة بني سويف في جمهورية مصر العربية. حسب إحصاءات سنة 2006، بلغ إجمالي السكان في إهوه 12183 نسمة، منهم 6152 رجل و6031 امرأة.